# Ocean City (New Jersey)
Ocean City ist eine Stadt im Cape May County, New Jersey in den Vereinigten Staaten von Amerika. 
Das U.S. Census Bureau ermittelte bei der Volkszählung 2020 eine Einwohnerzahl von 11.229. In den Sommermonaten wird die Bevölkerung auf 115.000 bis 130.000 geschätzt.
Die Stadt, unmittelbar am Atlantikstrand gelegen, ist bekannt als „Amerikas größtes Familien-Resort“, was unter anderem darauf zurückzuführen ist, dass in der Stadt der Verkauf von Alkohol verboten ist. Erst 1986 wurde die Öffnung von Geschäften am Sonntag erlaubt. Zu den vielen berühmten, meist regelmäßig wiederkehrenden Gästen von Ocean City, gehörten und gehören unter anderen Grace Kelly, die spätere Fürstin Gracia Patricia von Monaco, ihr Filmpartner aus Das Fenster zum Hof James Stewart, Kevin Bacon, Mike Tyson und viele andere. Trotzdem ist der Ort sehr ruhig und bodenständig und wird dem selbstgegebenen Image nach wie vor 
gerecht.
Ocean City ist eine Insel, die durch vier Brücken mit dem Festland verbunden ist. Dazwischen befindet sich sumpfiges Marschland, in dem insbesondere die Entenjagd praktiziert wird. Auf der dem Atlantik zugewandten Seite erstrecken sich über 12 km Sandstrände und Sandbänke, die zum Teil ein überdurchschnittliches Surferlebnis erlauben. Ocean City ist etwa 20 Minuten von Atlantic City und etwa 70 Minuten von Philadelphia entfernt und über den Garden State Parkway Exit 25 angebunden. Zunehmend wird Ocean City auch von New Yorkern (ca. 175 Meilen Entfernung) als Sommerdomizil genutzt. 2008 wurde Ocean City zum drittbesten Strand in ganz New Jersey im Wettbewerb „10 Beaches Contest“ bestimmt, gesponsert vom New Jersey Marine Sciences Consortium.
Neben dem kilometerlangen öffentlichen Sandstrand ist Ocean City insbesondere für seinen Boardwalk bekannt. Dabei handelt es sich um einen kilometerlangen Holzpier entlang des Strandes mit jahrmarktähnlichen Attraktionen wie Achterbahnen, Minigolf und Karussells neben Einkaufsmöglichkeiten und Restaurants. Daneben findet im Juli eine Schiffsparade, die sogenannte „Night in Venice“ („Nacht in Venedig“) statt, die ca. 100.000 Besucher anlockt.
Zu den Stadtbezirken zählt der historische Ocean City Residential Historic District. Daneben weist der Ort fünf weitere Einträge im National Register of Historic Places („Nationales Verzeichnis historischer Orte“) auf (Stand 3. Februar 2023), darunter mit der Ocean City City Hall das Rathaus und eine Rettungsstation der Küstenwache.
Ocean City verfügt unter anderem über eine High School mit etwa 1300 Schülern und 125 Lehrern.
Ursprünglich wurde die Insel ab dem 17. Jahrhundert von Walfängern zur Zwischenlagerung von Walen genutzt; danach als Weideland. Erst Mitte des 19. Jahrhunderts wurde Ocean City erstmals das ganze Jahr lang bewohnt und bald in ein christliches Seebad verwandelt, indem die Landflächen parzelliert und verkauft wurden. Noch immer finden sich, insbesondere im sogenannten historischen Distrikt, eine Reihe von Bauten aus dieser Zeit. Zunehmend aber ersetzen kleinere Appartementgebäude die alten Strukturen.

## Söhne und Töchter der Stadt
- Preston Foster (1900–1970), Schauspieler
- Keith Andes (1920–2005), Schauspieler
- Walter Trout (* 1951), Komponist, Gitarrist und Sänger
- Gay Talese (* 1932), Journalist und Mitbegründer des literarischen Journalismus